# Herinneringsmedaille ter gelegenheid van het Diamanten Jubileum van Koningin Elizabeth II van Groot-Brittannië
De Medaille voor het Diamanten Jubileum van Elizabeth II (Engels: Queen Elizabeth II Diamond Jubilee Medal; Frans: Médaille du jubilé de diamant de la reine Elizabeth II) werd in 2012 ingesteld. Het is sinds de 19e eeuw traditie dat bij een jubileum of kroning draagbare zilveren medailles worden verleend aan tienduizenden militairen, ambulancepersoneel, politieagenten en de leden van de hofhouding, de Koninklijke huishouding en het Koninklijk Huis.
De eerste medailles in deze reeks waren de Medaille voor het Gouden Jubileum van Koningin Victoria en de Medaille voor het Diamanten Jubileum van Koningin Victoria in 1887 en 1897.
Ministers, gouverneurs en Gouverneurs-Generaal in twee van de landen waarvan Elizabeth II het staatshoofd is krijgen ieder een aantal medailles toegewezen om aan verdienstelijke personen buiten de eerder genoemde kring uit te reiken. Het gaat om grote aantallen. Voor het Verenigd Koninkrijk zijn 450.000 medailles gereserveerd, voor Canada 60.000.
In Canada werd de medaille door een aantal Franstalige parlementsleden uit Quebec geweigerd.
De procedure heeft een rel veroorzaakt. Men komt automatisch in aanmerking voor de medaille wanneer men op 6 februari 2012 in actieve dienst was en meer dan vijf jaar in de strijdkrachten heeft gediend. De veteranen van de oorlogen die tijdens de regering van Elizabeth II hebben gediend waren verontwaardigd dat zij niet voor de medaille in aanmerking komen. Er werden handtekeningen voor een petitie ingezameld. De weinige dragers van het Victoria Cross en het George Cross kregen de jubileummedaille wel uitgereikt.
In Nieuw-Zeeland en Australië, staten waarvan Elizabeth II staatshoofd (koningin) is, werden in 2012 geen jubileummedailles uitgereikt. Dat was een breuk met de traditie. In Australië leidde het tot protesten en een petitie. Ook in andere landen, Jamaica, Barbados, de Bahama's, Grenada, Papoea-Nieuw-Guinea, de Salomonseilanden, Tuvalu, Saint Lucia, Saint Vincent en de Grenadines, Antigua en Barbuda, Belize en Saint Kitts en Nevis, waarin Elizabeth in 2012 nog steeds koningin was werden geen medailles geslagen of uitgereikt.
Elizabeth II van het Verenigd Koninkrijk vierde in 2012 dat zij zestig jaar eerder was gekroond.
De medaille wordt op de linkerborst gedragen aan een purperen lint met smalle lichtblauwe bies en twee brede witte strepen in het midden. Op de Canadese medaille draagt Elizabeth II een kroon, op de Britse medaille is dat niet het geval. Ook de keerzijde van de medaille verschilt.

## Herinneringsmedailles in het Verenigd Koninkrijk en het Gemenebest
De Britse koning of de regerende koningin is Hoofd van het Gemenebest en staatshoofd van de vroegere dominions. De positie van de Britse vorst is sinds de regering van Koningin Victoria sterk gewijzigd. Wat eens bezittingen waren werden dominions en later zonder veel formaliteiten zijn of haar "other Realms", de andere koninkrijken. Deze landen werden steeds onafhankelijker van de regering in Londen. Deze verschuiving is ook herkenbaar in de onderscheidingen. In 1935 werd de Medaille voor het Zilveren Jubileum van George V nog overal in het uitgestrekte Britse Rijk verleend. Ook in 1952 werden nog overal in de wereld kroningsmedailles uitgereikt. Toen Elizabeth II haar zilveren jubileum vierde waren behalve de overgebleven kroonkolonies in het Brits Kroonbezit, de verspreide protectoraten, mandaten en territoria alleen de koninkrijken Nieuw-Zeeland, Australië en Canada over. Dat laatste land koos toen voor het eerst voor een eigen ontwerp hoewel het lint overal gelijk bleef. In 2002 werd de Medaille voor hert Gouden Jubileum op dezelfde voet in de drie landen die inmiddels benadrukten dat Elizabeth II "Koningin van Canada", "Koningin van Nieuw-Zeeland" en "Koningin van Australië" was verleend. In 2012 was de staatsrechtelijke positie van Elizabeth II in Australië een aantal malen ter discussie gesteld. De Australische regering zag af van het uitreiken van jubileummedailles en datzelfde gebeurde nu ook in Nieuw-Zeeland.
Kroning 1952 · 
Zilveren jubileum 2002 · 
Gouden jubileum 1977 · 
Diamanten jubileum 2012